# Rascal Flatts
Rascal Flatts é uma banda country rock dos Estados Unidos formada em Nashville, Tennessee, mas com origens em Ohio, composta por Gary LeVox como vocalista, Jay DeMarcus como baixista e Joe Don Rooney como guitarrista.
Entre 2000 e 2010 eles gravaram para a Lyric Street Records, divisão hoje extinta da Disney Music Group, todos os seis álbuns lançados com essa gravadora foram certificados pelo menos como platina pela RIAA. Após o fechamento da gravadora eles assinaram com a Big Machine Records, onde lançaram mais cinco álbuns de estúdio e um extended play. A banda também obteve sucesso com uma regravação da música "Life Is A Highway" de Tom Cochrane, para o filme Carros da Disney/Pixar, alcançando a sétima posição na Billboard Hot 100.
Em 4 de março de 2010, fizeram uma participação especial no episódio Unshockable, décimo quarto episódio da 10ª temporada de CSI: Crime Scene Investigation, onde o baixista Jay DeMarcus foi eletrocutado durante um show da banda em Las Vegas, nesse episódio eles cantaram a música "Unstoppable".
Em 7 de janeiro de 2020, a banda anunciou que iria se separar após uma turnê de despedida, depois de 20 anos juntos. A turnê, no entanto, foi cancelada em virtude da pandemia de COVID-19.
A Banda anunciou sua nova turnê no ano de 2025.

## Discografia
| Ano  | Detalhes do álbum | Melhores posições | Melhores posições | Melhores posições | Melhores posições | Vendas                                          |
| Ano  | Detalhes do álbum | EUA               | EUA Country       | CAN               | RU                | Vendas                                          |
| ---- | --- | ----------------- | ----------------- | ----------------- | ----------------- | ----------------------------------------------- |
| 2000 | Rascal Flatts - Lançamento: 6 de junho de 2000 - Formato(s): CD, download Digital - Gravadora(s): Lyric Street Records        | 43                | 3                 | —                 | —                 | - : 2.303.000                                   |
| 2002 | Melt - Lançamento: 29 de outubro de 2002 - Formato(s): CD, download Digital - Gravadora(s): Lyric Street Records              | 5                 | 1                 | —                 | —                 | - : 3.073.000                                   |
| 2004 | Feels Like Today - Lançamento: 28 de setembro de 2004 - Formato(s): CD, download Digital - Gravadora(s): Lyric Street Records | 1                 | 1                 | —                 | —                 | - : 5.274.000                                   |
| 2006 | Me and My Gang - Lançamento: 4 de junho de 2006 - Formato(s): CD, download Digital - Gravadora(s): Lyric Street Records       | 1                 | 1                 | 4                 | —                 | - : 4.918.000                                   |
| 2007 | Still Feels Good - Lançamento: 25 de setembro de 2007 - Formato(s): CD, download Digital - Gravadora(s): Lyric Street Records | 1                 | 1                 | 3                 | 64                | - : 2.192.000                                   |
| 2009 | Unstoppable - Lançamento: 7 de abril de 2009 - Formato(s): CD, download Digital - Gravadora(s): Lyric Street Records          | 1                 | 1                 | 7                 | —                 | - : 1.230.000                                   |
| 2010 | Nothing Like This - Lançamento: 16 de novembro de 2010 - Formato(s): CD, download Digital - Gravadora(s): Big Machine Records | 6                 | 1                 | 14                | —                 | - : 1.100.000                                   |
| 2012 | Changed - Lançamento: 3 de abril de 2012 - Formato(s): CD, download Digital - Gravadora(s): Big Machine Records               | 3                 | 1                 | 10                | 87                | - : 502.000                                     |
| 2014 | Rewind - Lançamento: 13 de maio de 2014 - Formato(s): CD, download Digital - Gravadora(s): Big Machine Records                | 5                 | 1                 | 7                 | —                 | - : 227.600                                     |
| 2017 | Back to Us - Lançamento:19 de maio de 2017 - Formato(s): CD, download Digital - Gravadora(s): Big Machine Records             | 11                | 2                 | —                 | —                 | . : 68.600 Cópias nos EUA até dezembro de 2017. |
| 2020 | How They Remember You (EP) - Lançamento: 31 de julho de 2020 - Formato: CD, download digital - Gravadora: Big Machine Records | —                 | —                 | —                 | —                 |                                                 |